# Atletica leggera ai Giochi della VIII Olimpiade - Salto in lungo
La competizione del salto in lungo di atletica leggera ai Giochi della VIII Olimpiade si tenne il giorno 8 luglio 1924 allo Stadio di Colombes a Parigi.

## L'eccellenza mondiale
In giugno il velocista inglese Harold Abrahams salta 7,38 metri, stabilendo la miglior misura dell'anno (ed anche un record nazionale che durerà trent'anni). Ma alle Olimpiadi si iscrive ai 100 e 200 metri.

Il giorno prima della finale, lo statunitense Robert LeGendre salta durante il Pentathlon 7,76 metri, nuovo record mondiale. Ma non si è qualificato ai Trials per la gara del lungo.

## Risultati

### Turno eliminatorio
I primi sei si qualificano alla finale. Anche i salti di qualificazione fanno classifica.

| Pos. | Gruppo | Atleta                  | Nazione          | Misura |
| ---- | ------ | ----------------------- | ---------------- | ------ |
| 1    | B      | Sverre Hansen           | Norvegia         | 7,260  |
| 2    | D      | Edward Gourdin          | Stati Uniti      | 7,190  |
| 3    | A      | DeHart Hubbard          | Stati Uniti      | 7,120  |
| 4    | B      | Vilho Tuulos            | Finlandia        | 7,070  |
| 5    | C      | Louis Wilhelme          | Francia          | 6,990  |
| 6    | B      | Christopher MacKintosh  | Gran Bretagna    | 6,880  |
| 6    | D      | Virgilio Tommasi        | Italia           | 6,880  |
| 8    | C      | Jaap Boot               | Paesi Bassi      | 6,860  |
| 9    | B      | Albert Rose             | Stati Uniti      | 6,855  |
| 10   | A      | Pauli Sandström         | Finlandia        | 6,830  |
| 10   | C      | Mikio Oda               | Giappone         | 6,830  |
| 12   | D      | Silvio Cator            | Haiti            | 6,810  |
| 13   | C      | Erling Aastad           | Norvegia         | 6,720  |
| 14   | A      | Richard Honner          | Australia        | 6,635  |
| 14   | A      | Dalip Singh             | India Britannica | 6,635  |
| 16   | D      | Marcel Guillouet        | Francia          | 6,620  |
| 17   | C      | Adolf Meier             | Svizzera         | 6,610  |
| 18   | A      | Alois Sobotka           | Cecoslovacchia   | 6,590  |
| 19   | A      | Valter Ever             | Estonia          | 6,585  |
| 20   | A      | Louis Albinet           | Francia          | 6,550  |
| 21   | C      | Väinö Rainio            | Finlandia        | 6,540  |
| 22   | A      | Edmond Médécin          | Monaco           | 6,510  |
| 23   | D      | Paul Hammer             | Lussemburgo      | 6,240  |
| 24   | B      | Pierre Guilloux         | Francia          | 6,220  |
| 25   | B      | Josef Machaň            | Cecoslovacchia   | 6,090  |
| 26   | A      | Kiril Petrunov          | Bulgaria         | 6,000  |
| 27   | A      | Konstantinos Pantelidis | Grecia           | 5,940  |
| 28   | A      | Francisco Contreras     | Messico          | 5,735  |
| 29   | B      | Alberto Jurado          | Ecuador          | 5,680  |
| 29   | C      | Joseph Hilger           | Lussemburgo      | 5,680  |
| 31   | A      | Stanisław Sośnicki      | Polonia          | 5,670  |
| 32   | B      | Alfonso Stoopen         | Messico          | 5,480  |
| -    | C      | William Comins          | Stati Uniti      | NM     |
| -    | D      | Hannes de Boer          | Paesi Bassi      | NM     |

### Finale
I favorito è lo statunitense, William DeHart Hubbard, campione nazionale negli ultimi tre anni. Nel suo miglior salto cade all'indietro regalando parecchi centimetri, ma conquista ugualmente l'oro.
| Pos.    | Atleta                 | Età | Nazione       | Misura |
| ------- | ---------------------- | --- | ------------- | ------ |
| Oro     | DeHart Hubbard         | 21  | Stati Uniti   | 7,445  |
| Argento | Edward Gourdin         | 27  | Stati Uniti   | 7,275  |
| Bronzo  | Sverre Hansen          | 25  | Norvegia      | 7,260  |
| 4       | Vilho Tuulos           | 29  | Finlandia     | 7,070  |
| 5       | Louis Wilhelme         | 24  | Francia       | 6,990  |
| 6       | Christopher MacKintosh | 21  | Gran Bretagna | 6,920  |
| 7       | Virgilio Tommasi       | 19  | Italia        | 6,890  |